# ثوم سنجاري
الثوم السنجاري (باللاتينية: Allium sindjarense) نوع نباتي عشبي يتبع جنس الثوم من الفصيلة الثومية.

## الموئل والانتشار
ينتشر في بلاد الشام وتركيا.